# Bandiera dei Trentatré Orientali

Bandiera dei Trentatré Orientali

La bandiera dei Trentatré Orientali è uno dei simboli nazionali della Repubblica Orientale dell'Uruguay.

## Storia
Fu riconosciuta come tale con una legge del 26 agosto 1825 e commemora lo sbarco dei Trentatré Orientali nella spiaggia dell'Agraciada, effettuato il 19 aprile 1825.

### Descrizione
Ha le stesse proporzioni della bandiera dell'Uruguay. È costituita da tre strisce orizzontali della stessa larghezza: la prima blu, la seconda bianca e la terza rosso intenso; la seconda ha un'iscrizione che recita Libertad o Muerte (libertà o morte).
La bandiera originale fu rubata il 16 luglio 1969 da membri del gruppo di orientamento anarchista Organización Popular Revolucionaria 33 Orientales (OPR 33) nel contesto del conflitto sociale anteriore al colpo di Stato del 27 giugno 1973 che diede inizio alla dittatura uruguaiana. Fino ad oggi, la bandiera non è ricomparsa.
Hugo Cores, che fu membro della OPR33, afferma che con i sequestri dei militanti di questo gruppo negli anni '70, i militari avrebbero riottenuto la bandiera. Identificata come partecipante a questi fatti l'ex-militare José Gavazzo, ora in carcere per violazione dei diritti umani.